# Hovaesia
Hovaesia là một chi bướm đêm thuộc họ Sesiidae.

## Các loài
- Hovaesia donckieri (Le Cerf, 1912)